# Arthur von Knobloch
Pour les articles homonymes, voir Knobloch.
Julius Johann Alexander Arthur von Knobloch baron von Hausen-Aubier (né le 5 mars 1825 à Puschigkeiten (de), arrondissement de Friedland et mort le 15 février 1901 à Krumteich (de), arrondissement de Königsberg) est un avocat administratif prussien et propriétaire d'un manoir en Prusse-Orientale.

## Biographie
Arthur von Knobloch est le fils du propriétaire Heinrich Knobloch von Hausen-Aubier (né le 7 février 1791 et mort le 10 mars 1881) et la comtesse Pauline von Kalckreuth (née le 14 mai 1802 et morte le 30 décembre 1882).
Après avoir obtenu son diplôme d'études secondaires à Königsberg, il étudie le droit à l'Université Albertus de Königsberg, à l'Université rhénane Frédéric-Guillaume de Bonn et à l'Université Frédéric-Guillaume de Berlin. En 1847, il devient membre du Corps Littuania. La même année, il rejoint le Corps Borussia Bonn. Lors de la scission de la Littuania en 1848, lourde de conséquences, il reste Silber-Litthauer. Après avoir terminé ses études, il entre dans la fonction publique prussienne. En 1853, alors qu'il est encore stagiaire auprès du gouvernement de Bromberg, il reprend temporairement l'administration de l'arrondissement de Czarnikau. De 1854 à 1864, il est administrateur de l'arrondissement. De 1873 à 1878, il est administrateur de l'arrondissement de Samter et de 1878 à 1880, il est administrateur d'arrondissement par intérim de l'arrondissement de Labiau. Knobloch est plus tard fidéicommis à Sudnicken-Krumteich. De 1855 à 1858, Knobloch von Hausen-Aubier siège dans la 2e circonscription du district de Bromberg à la Chambre des représentants de Prusse. Il appartient à la faction autour d'Ernst Ludwig von Gerlach.

## Famille
Il se marie avec Ada von Schlemüller (née le 25 octobre 1829 et morte le 3 janvier 1890), fille du lieutenant-général Gustav Adolf von Schlemüller. Le couple a les enfants suivants :
- Hans Joachim Ernst Arthur (né le 13 décembre 1858), lieutenant
- Paul Arthur Harry (né le 1er juin 1855 et mort le 22 avril 1925) marié avec Béatrice Dahsé (née le 29 août 1863), parents de Leopold von Knobloch (de)[9]
- Pauline Hedwige Gustave Henriette Ada (de) (née le 14 mai 1854 et morte le 10 mai 1922), écrivain[10], mariée :
  - en 1873 (divorcé en 1878) avec Gero von Gersdorff
  - avec Ludolf Hellmuth von Maltzahn (mort en 1904)